# Františkov nad Ploučnicí
Františkov nad Ploučnicí település Csehországban, Děčíni járásban. Františkov nad Ploučnicí Starý Šachov, Heřmanov, Dolní Habartice, Benešov nad Ploučnicí, Velká Bukovina és Valkeřice településekkel határos. Lakosainak száma 392 fő (2024. január 1.).

## Népesség
A település lakosságának változását az alábbi diagram mutatja:
| Lakosok száma | 664  | 998  | 993  | 668  | 482  | 364  | 392  | 384  | 383  | 392  |
|               | 1869 | 1900 | 1921 | 1961 | 1980 | 2011 | 2016 | 2019 | 2021 | 2024 |